# Wilhelm Friedrich von Trott zu Solz
Wilhelm Friedrich von Trott zu Solz (* 24. Dezember 1762 in Solz; † 25. Januar 1825 in Kassel) war ein deutscher Jurist und Abgeordneter der Reichsstände des Königreichs Westphalen.

## Leben

### Herkunft und Familie
Wilhelm Friedrich Trott zu Solz entstammte dem hessischen Adelsgeschlecht Trott zu Solz und war der Sohn des Carl Wilhelm von Trott zu Solz (1720–1791, hessischer Hauptmann) und dessen Gemahlin August Friederieke von Spiegel zum Desenberg (1739–1775). Am 4. September 1792 heiratete er in Marburg Charlotte von Porbeck gen. von Oheimb. Aus der Ehe gingen die Kinder Friedrich Heinrich (1794–1855, kurhessischer Außenminister), Wilhelm Friedrich (1802–1884, Offizier und Landtagsabgeordneter) und Otto Bernhard Georg (1810–1876, Landtagsabgeordneter) hervor.

### Wirken
Nach einem Jurastudium wurde Wilhelm Friedrich im Jahre 1787 Regierungsassessor in Marburg. Bevor er 1801 zum Regierungsrat ernannt wurde, bekleidete er das Amt eines Justizrats. Er wurde Mitglied des Hofgerichts und war 1804 Oberappellationsrichter in Kassel. Vom 2. Juni 1808 bis zum 26. Oktober 1813 (Ende der napoleonischen Zeit) war er als Vertreter der Grundbesitzer im Werra-Departement Abgeordneter der Reichsstände des Königreichs Westphalen. Zugleich war er Mitglied des westphälischen Appellationshofs. Nach seiner Tätigkeit im westphälischen Parlament ging er zurück zum Appellationsgericht.
Im adeligen Stift Kaufungen nahm er in den Jahren 1813 bis 1821 die Position des Obervorstehers ein und von 1821 bis zum 25. Januar 1825 diese auch im Stift Wetter.

## Auszeichnungen
5. November 1812 westphälische Adelsbestätigung als Baron